# K (가수)
K(케이, 본명: 강윤성, 1983년 11월 16일 ~ )는 일본에서 활동 중인 가수이다. 서울특별시 출신이며, 소속사는 스타더스트 프로모션이다.
2004년에 대한민국에서 가수로 데뷔했을 때는 그다지 노래가 히트하지 못해서 무명 생활을 보냈으나, 그 이듬해인 2005년에 싱글 〈over...〉로 일본 데뷔를 하고 이 노래가 드라마 주제가로 쓰이면서 오리콘 차트에 등장하게 되었다.
4번째의 싱글 〈Only Human〉은 드라마 《1리터의 눈물》(1リットルの涙])의 주제가로 쓰였으며, 오리콘 싱글 차트에 첫 주 5위를 기록하기도 하였다. 이후, 정규 2집 〈Music in My Life〉을 냈으며, 2007년 10월에는 힙합그룹 ET-KING과 함께 콜라보 싱글을 냈다. 2008년 11월에는 뮤지컬 《RENT》의 주인공 로져 역을 맡으면서 뮤지컬로도 활동하였다. 그리고 2009년 3월에는 정규 3집 〈Traveling Song〉을 발매하고 전국투어를 하였다.
2011년 1월 18일 현역으로 입대하였다.
2012년 10월 20일 제대한 뒤, 일본에서 가수활동을 재개하였다. 2013년 5월 29일에 미니앨범 〈641〉이 발매되어 본격적인 앨범활동을 시작했고
그 해 12월에는 〈Christmas Time Again〉의 크리스마스 러브송 싱글을 발표했다.
2014년 6월 4일 5년만에 정규앨범 〈On My Journey〉를 발매하고 현재 활발한 프로모션을 진행했다.
K는 2014년 8월 일본 탤런트 세키네 마리와 도쿄 내의 신사에서 전통 결혼식을 올려 화제가 되었다.
2017년 1월 빅터 엔터테인먼트 레이블 이적을 공식발표했다.
이적 후 첫 싱글이자 17번째 싱글 〈シャイン〉은 인기드라마 《과수연의 여자》 주제가로 타이업 되었다.
2018년 1월 24일 통산 6번째 정규 앨범이자, 레이블 이적 후 첫 정규 앨범인 〈Storyteller〉가 발매되었다.

## 작품

### 싱글
- 〈over...〉- 2005년 3월 2일, 드라마 〈H2~너와 있던 날들~〉 (H2～君といた日々) 주제가
- 〈抱きしめたい〉- 2005년 5월 11일
- 〈Girlfriend〉- 2005년 7월 27일
- 〈Only Human〉- 2005년 11월 23일, 드라마 《1리터의 눈물》 (1リットルの涙) 주제가
- 〈The Day〉- 2006년 4월 19일, 영화 《태풍》 주제가
- 〈Brand New Map〉- 2006년 8월 23일, 애니메이션 블러드 플러스 및 디지몬 고스트 게임 국내판 4기 엔딩
- 〈First Christmas〉 (ファ-ストクリスマス) - 2006년 11월 1일, 영화 《7월 24 거리의 크리스마스》주제가
- 〈Birth Of Treasure〉- 2007년 8월 29일
- 〈この歌を········♪〉- 2007년 10월 3일, 일본 힙합그룹 ET-KING과의 콜라보곡
- 〈Play and Pray〉- 2008년 6월 25일
- 〈525600min. ~Seasons of Love~〉- 2008년 11월 5일
- 〈会いたいから〉- 2010년 6월 16일, 영화 《순간 반짝임》(일본어: 瞬) 주제가
- 〈dear...〉- 2010년 10월 27일
- 〈Christmas Time Again〉- 2013년 12월 4일
- 〈Brand New Day〉- 2014년 10월 1일, *디지털 싱글
- 〈Years〉- 2015년 7월 1일
- 〈あの雲の向こう側〉- 2016년 3월 9일, 네슬레 단편 영화 "그곳의 하늘은 어떤 하늘입니까?"KIT MUSIC 제 3 탄 주제가
- 〈シャイン〉- 2017년 2월 22일, 드라마 《과수연의 여자》 (科捜研の女) 주제가
- 〈桐箪笥のうた〉- 2017년 6월 14일
- 〈指輪物語〉- 2017년 11월 29일, *디지털 싱글
- <光るソラ蒼く(movie.ver)>- 2019년 9월 26일, 영화 《폐쇄 병동 - 각각의 아침》 주제가, *디지털 싱글
- <Curious (Kan Sano Remix)>- 2020년 4월 29일 *디지털 싱글
- <Satisfaction>- 2020년 7월 22일, *디지털 싱글
- <Slow dance>- 2020년 8월 26일, *디지털 싱글
- <Truman Show>- 2020년 9월 23일, *디지털 싱글

### 앨범

##### 일본 활동 정규 앨범
- 〈Beyond the sea〉 - 2006년 1월 18일
- 〈Music in My Life〉 - 2006년 12월 13일
- 〈Traveling Song〉 - 2009년 3월 18일
- 〈On My Journey〉 - 2014년 6월 4일
- 〈Ear Food〉 - 2015년 8월 5일 *데뷔 10주년 기념 앨범
- 〈Storyteller〉 - 2018년 1월 24일 *레이블 이적 후 첫 정규앨범
- <Curiosity> - 2019년 10월 30일

##### 일본 활동 비정규 앨범
- 〈The TIMELESS Collection VOL.1〉 - 2007년 3월 21일 *팝송 리메이크 앨범
- 〈Merry Christmas〉 - 2009년 12월 2일, 크리스마스 아카펠라 미니앨범
- 〈K-BEST〉 - 2010년 12월 1일 *베스트 앨범
- 〈641〉 - 2013년 5월 29일, 미니앨범

##### 대한민국 활동 정규 앨범
- 정규 1집 〈K〉 - 2004년 4월 27일 타이틀곡 〈가세요〉
- 정규 2집 〈미소〉 - 2006년 1월 18일 타이틀곡 〈웃어요〉

### DVD
- Film K ∼a voice from the heaven∼ - 2006년 2월 15일
- Film K vol.2 ∼Music in My Life∼ - 2008년 6월 25일
- Film K vol.3 〈live K in 武道館 ∼so long∼ 20101130〉 - 2011년 3월 2일
- Film K ~Special Box~ -2013년 3월 14일
- Film K vol.4 K Premium Live 2013 at Billboard Live TOKYO -2014년 3월 26일

##### 그 외의 작품
- 엄마는 울지 않는다 - 2012년 군활동중에 작곡 가창